# Fityk
Fityk é um programa de ajuste de curvas e de análise de dados, utilizado predominantemente para ajustar funções analíticas e em forma de sino a dados experimentais. Posiciona-se entre softwares de desenho de gráficos e programas específicos para um campo, como por exemplo cristalografia ou de XPS.
Originalmente, o Fityk foi desenvolvido para analisar dados da difração de pó. Também é utilizado em outros campos que requerem análises de pico e montagem de pico, como a Cromatografia ou vários tipos de Espectroscopia.
O Fityk é distribuído sob os termos da GNU General Public License, mas desde a versão 1.0.0, uma assinatura é exigida para baixar os arquivos binários. Possui versões para Linux, Mac OS X, Microsoft Windows, FreeBSD e outras plataformas. Opera como um programa de linha de comando ou através de interface gráfica.
É escrito em C++, usando wxWidgets, e fornece vinculações para Python e outras linguagens de script.

## Recursos
- três métodos de mínimos quadrados:
  - Algoritmo de Levenberg–Marquardt,
  - Método de Nelder-Mead
  - Algoritmo genético
- cerca de 20 funções embutidas e suporte a funções definidas pelo usuário
- restrições de igualdade,
- manipulações de dados,
- tratamento de séries de conjuntos de dados,
- automação de tarefas comuns com scripts.

## Alternativas
Os programas peak-o-mat e MagicPlot possuem escopo similar.
Programas mais genéricos de análise de dados com capacidades de planilha eletrônica incluem o software proprietário Origin e seus clones livres QtiPlot e SciDAVis.